# Itaueira
Itaueira est une municipalité brésilienne située dans l'État du Piauí.